# بريت مورلي
بريت مورلي (بالإنجليزية: Brett Morley) هو لاعب بولينغ بريطاني، ولد في 28 مايو 1960.